# Paraloxoblemmus angulifrons
Paraloxoblemmus angulifrons är en insektsart som beskrevs av Lucien Chopard 1951. Paraloxoblemmus angulifrons ingår i släktet Paraloxoblemmus och familjen syrsor. Inga underarter finns listade i Catalogue of Life.